# Sarcophagus Pond
Der Sarcophagus Pond (englisch für Sarkophagtümpel) ist ein zugefrorener Süßwassertümpel im ostantarktischen Viktorialand. Im Wright Valley liegt er 250 m ostnordöstlich des Dauphin Pond in der Ebene Labyrinth.
Wissenschaftler des United States Antarctic Program, die ihn zwischen 2003 und 2004 erkundeten, gaben ihm seinen deskriptiven Namen. Namensgebend ist ein Felsen inmitten des Tümpels in der Form eines Sarkophags.